# Gynacantha manderica
Gynacantha manderica là một loài chuồn chuồn ngô thuộc họ Aeshnidae. Nó được tìm thấy ở Burundi, Cộng hòa Dân chủ Congo, Bờ Biển Ngà, Ghana, Guinea, Kenya, Liberia, Malawi, Namibia, Nigeria, Sierra Leone, Somalia, Nam Phi, Sudan, Tanzania, Uganda, Zambia, và Zimbabwe. Các môi trường sống tự nhiên của chúng là các khu rừng ẩm ướt đất thấp nhiệt đới hoặc cận nhiệt đới, vùng đất ẩm có cây bụi nhiệt đới hoặc cận nhiệt đới, và đất ngập nước với cây bụi là chủ yếu.